# Camizol

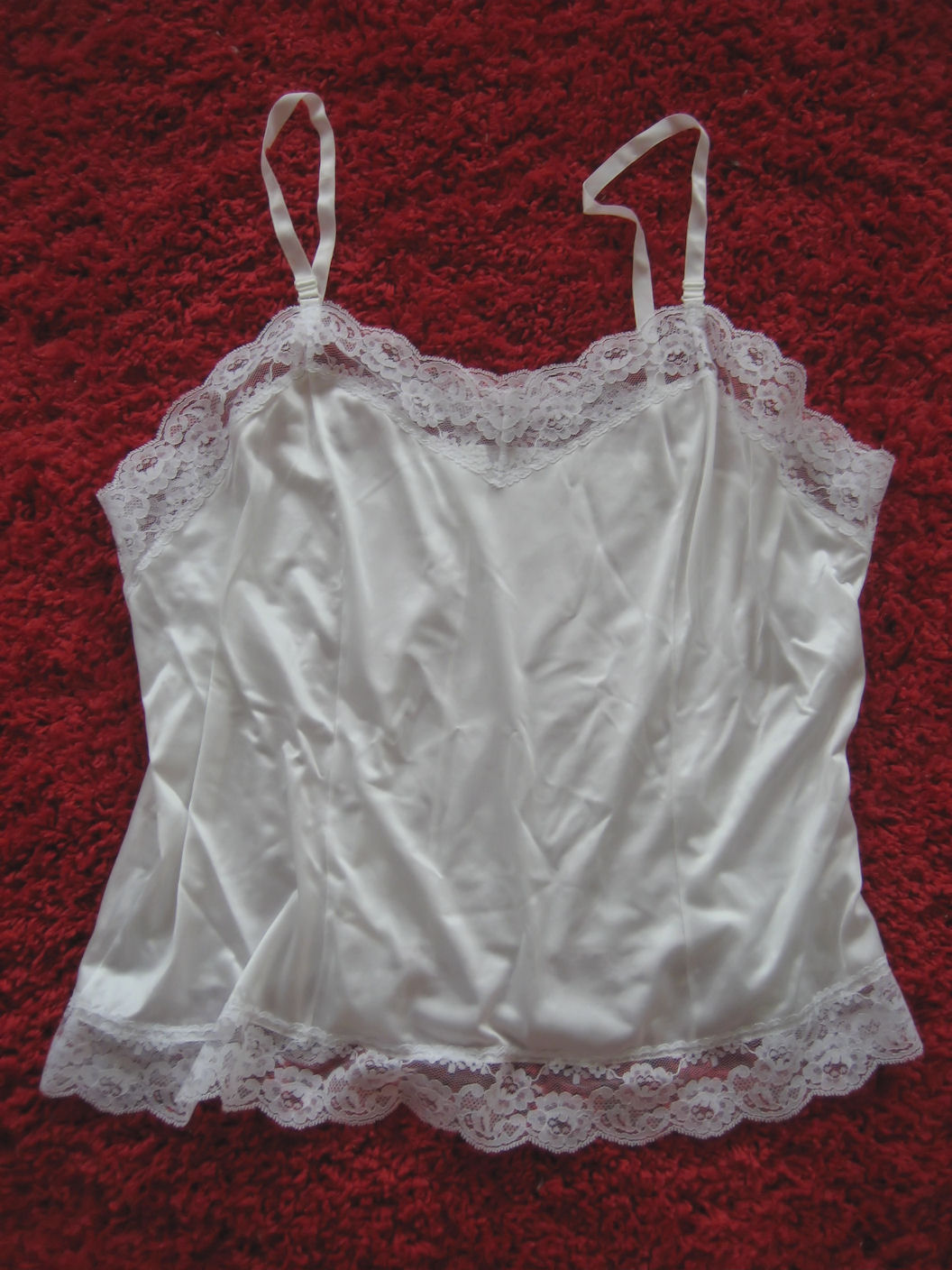
O camizolă modernă

O camizolă este o lenjerie de corp fără mâneci purtată de obicei de femei, care se extinde în mod normal până la talie. Camizola este de obicei din satin, nailon sau bumbac.

## Istoric
Istoric, camizola s-a referit la jachete de diferite tipuri, inclusiv tricouri (purtate sub un dublet sau corset), neglijeuri pentru femei și jachete cu mâneci purtate de bărbați.

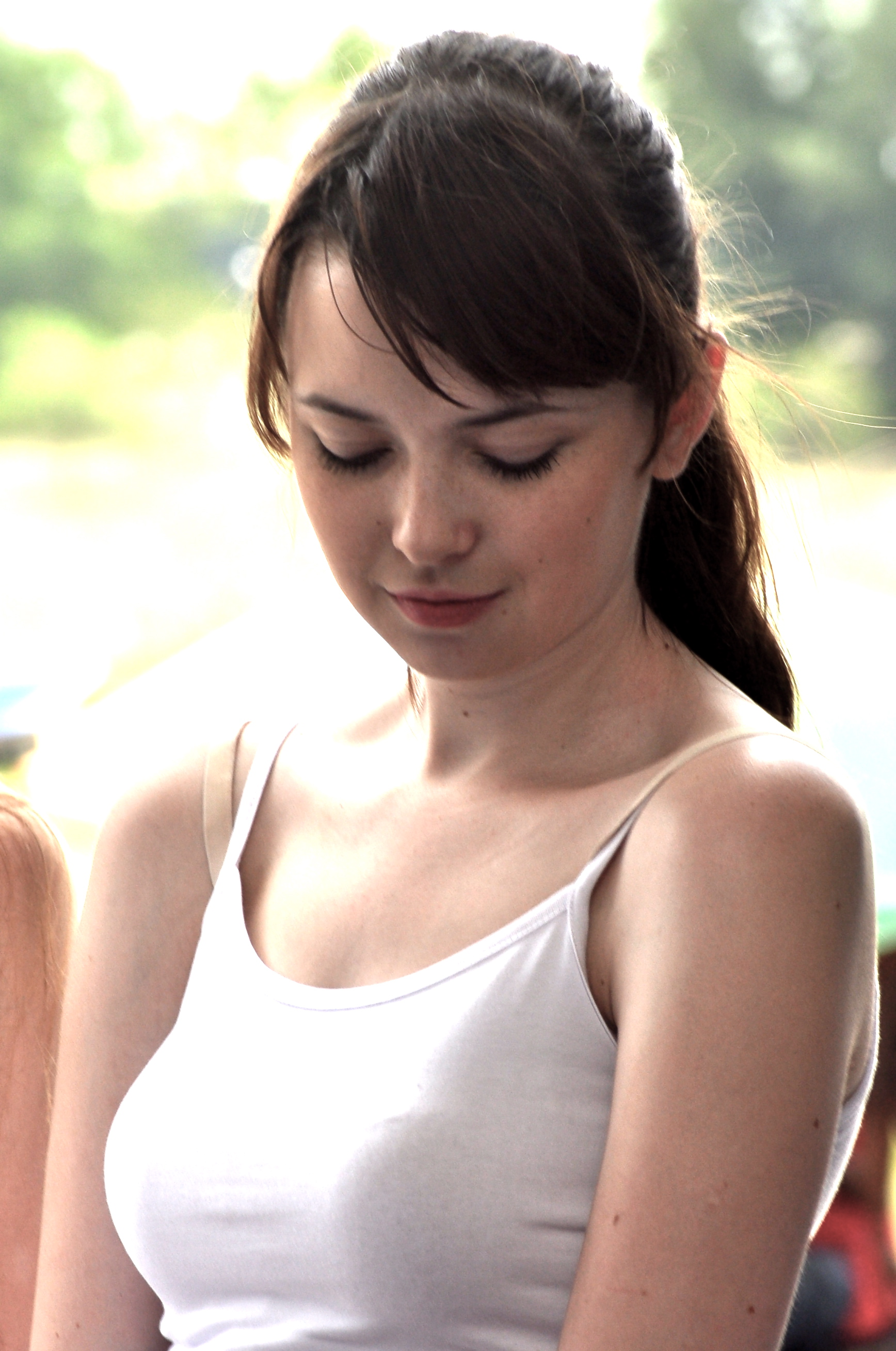
O femeie în camizol alb. Lycra a condus la purtarea mai strânsă a camizolelor la sfârșitul anilor 2000 și în anii 2010.

## Legături externe
- The Free Library citations for camisole in Thackeray (1847), Charlotte Brontë (1857), and Somerset Maugham (1915)